# 吉田学
吉田 学（よしだ まなぶ、1927年〈昭和2年〉2月24日 - 2011年〈平成23年〉6月7日）は、日本の海軍軍人、海上保安官、海上自衛官。第15代海上幕僚長。海上自衛隊におけるイージス艦導入を推し進めた人物。

## 略歴
岐阜県出身。旧制恵那中学校から1943年（昭和18年）12月1日、海軍兵学校に第75期生として入校した。入校の動機は零戦のパイロットに憧れたからで兵学校では航空班となる。しかし、終戦により1945年（昭和20年）10月1日、兵学校が閉校となり、最後の卒業生となった。戦後は復員局で海防艦第八十五号に乗組み復員業務に従事し、旧海軍の駆逐艦「榧」を賠償艦としてソ連に引渡すためナホトカまで回航する業務にも従事した。終了後は故郷に帰り大学に進む準備をするつもりであったが、兵学校時代の教官から「いまに海軍ができる。それまでつないでくれるのは75期だ。できたら残ってほしい」と言われ海上保安庁の前身である「不法入国船舶監視本部」に籍を置き、巡視船に乗組む。しかし、兵学校は卒業したが、任官していないため二等海曹（下士官）の待遇であった。1948年（昭和23年）5月、海上保安庁が設置され、海上保安官として第八管区海上保安本部（舞鶴）で勤務した。
1952年（昭和27年）6月、海上警備隊発足により転官した。海上自衛隊では、主に艦艇で勤務し、中央勤務では海幕防衛班長や防衛部長等を務めた。防衛班長時代には周辺海域の海上防衛能力の強化を目指し、全通甲板型のヘリコプター搭載大型護衛艦（DLH）を計画するが、計画は通らなかった。防衛部長の時には米海軍との共同対処能力の向上を目指し、1980年（昭和55年）の環太平洋合同演習（リムパック）に部隊を初参加させることに尽力した。その後、大湊地方総監、海幕副長等の要職を歴任し、第15代海上幕僚長に就任した。
海幕長としては56中業に携わり海上自衛隊として将来の方向性を見定めた海上防衛力の強化に努め、シーレーン1,000海里防衛構想に必要と考えられた軽空母やシーハリアーなど様々な装備の調達を模索している中、一頭ずば抜けた防空能力を持つイージス艦に白羽の矢を立てた。予算面については第2次中曽根内閣のもとで大幅な増額が認められていたが、肝心のアメリカのイージスシステム供与に関して交渉が難航していた。吉田はアメリカ海軍作戦部長ジェームズ・ワトキンス大将に毎週にわたって複数枚の説得の手紙を送った。その結果、一世代遅れたイージスシステムの供与の提案がされたが根気よく説得し、さらにジェームズ・アワーの説得によりリチャード・アーミテージ国防次官補代理も最新型を認める決断をした。これらの難交渉の末、夏目晴雄防衛事務次官の最終同意のもと当時最新型のイージスステムの導入が進められる事となる。吉田の退官から8年後の1993年（平成5年）3月、海上自衛隊初のイージス艦「こんごう」が就役した。

## 年譜
- 1943年（昭和18年）12月1日：海軍兵学校入校
- 1945年（昭和20年）
  - 8月15日：海軍兵学校在籍中に終戦を迎える。
  - 10月1日：閉校のため、第二学年で卒業（第75期）
  - 12月：復員輸送に従事
- 1947年（昭和22年）9月：不法入国船舶監視本部（海上保安庁の前身組織）巡視船乗組
- 1948年（昭和23年）5月1日：海上保安庁発足により、海上保安官となる。
- 1952年（昭和27年）6月15日：海上警備隊に転官（3等海上警備士）
- 1954年（昭和29年）8月：第2護衛隊付
- 1955年（昭和30年）12月：舞鶴地方総監部総務部総務課
- 1957年（昭和32年）7月：護衛艦「まき」対潜長
- 1958年（昭和33年）2月：海上幕僚監部総務部総務課
- 1960年（昭和35年）8月：護衛艦「はるさめ」砲雷長（12月から兼副長）
- 1961年（昭和36年）12月：練習艦隊司令部
- 1963年（昭和38年）12月：海上幕僚監部防衛部防衛課
- 1965年（昭和40年）1月：2等海佐昇任
- 1966年（昭和41年）7月：護衛艦「はつひ」艦長
- 1968年（昭和43年）12月：自衛艦隊司令部幕僚
- 1970年（昭和45年）
  - 1月1日：1等海佐昇任
  - 4月1日：海上幕僚監部防衛部防衛課
- 1972年（昭和47年）3月16日：海上幕僚監部防衛部防衛課防衛班長
- 1973年（昭和48年）6月1日：第5駆潜隊司令
- 1974年（昭和49年）8月16日：横須賀地方総監部管理部長
- 1975年（昭和50年）8月1日：海上幕僚監部総務部総務課長
- 1976年（昭和51年）7月1日：海将補昇任
- 1977年（昭和52年）4月1日：第6代 第4護衛隊群司令に就任
- 1979年（昭和54年）
  - 3月22日：海上幕僚監部防衛部長
  - 7月1日：海将昇任
- 1980年（昭和55年）7月1日：第18代 大湊地方総監に就任
- 1981年（昭和56年）7月1日：第16代 海上幕僚副長に就任[5]
- 1983年（昭和58年）4月26日：第15代 海上幕僚長に就任
- 1985年（昭和60年）8月1日：退官
- 1997年（平成09年）4月29日：勲二等瑞宝章受章
- 2011年（平成23年）6月7日：呼吸不全のため入院先の自衛隊中央病院で逝去（84歳没[1]）、叙・正四位[6]。

## 栄典
- 勲二等瑞宝章 - 1997年（平成9年）4月29日